# Barbara Gaskin
Barbara Gaskin (Hatfield, 1950) è una cantante e pianista britannica.
A cavallo tra gli anni sessanta e gli anni settanta, dopo aver militato nel gruppo di folk rock Spirogyra, lavora con diverse band di rock progressivo della scena di Canterbury, tra le quali gli Egg, gli Henry Cow, gli Hatfield and the North e i National Health.
Negli anni ottanta forma un duo con il tastierista Dave Stewart e, dopo una serie iniziale di singoli che raggiungono le vette delle classifiche di vendita, cominciano un'intensa produzione di album e singoli che però non ottengono gli stessi successi dei primi lavori. Questo sodalizio è tuttora in attività.

## Biografia
Gaskin nasce e cresce a Hatfield, una cittadina dell'Hertfordshire; dall'età di dieci anni si esercita al piano e al violoncello, ma in seguito impara da sé a suonare la chitarra, e si esibisce in locali folk-club.
Nel 1969 si trasferisce a Canterbury per studiare Filosofia e Letteratura all'università del Kent, e diventa subito parte della scena musicale della città entrando come cantante negli Spirogyra. Il gruppo firmò un contratto con una casa editrice e pubblicarono tre album: St. Radigunds (1971), Old Boot Wine (1972), e Bells, Boots, & Shambles (1973). Durante questo periodo conosce il chitarrista Steve Hillage, allora negli Egg e anche lui studente allo stesso ateneo, i membri del gruppo progressive Caravan e un vecchio amico di Hillage, il tastierista Dave Stewart.
Nel 1973, pur continuando a militare negli Spirogyra, dove suona anche il piano elettrico, collabora con diverse band di rock progressivo appartenenti alla scena di Canterbury, tra cui gli stessi Egg, la Ottawa Music Company, gli Henry Cow ed è una delle coriste, le Northettes, che partecipano alla realizzazione dell'album eponimo della nuova band di Dave Stewart, gli Hatfield and the North.
Quando gli Spirogyra si sciolsero nel 1974, Barbara lasciò l'Inghilterra e viaggiò in Asia per circa tre anni, seguendo i suoi interessi per la cultura e la filosofia orientale, guadagnandosi da vivere impartendo lezioni d'inglese. Visse 18 mesi in India, lavorò come cantante in Giappone e a Bali sviluppò l'interesse per la musica gamelan.
Ritornata dall'Asia suonò per un periodo con le Red Roll On, una band di sole donne. Riprese poi a collaborare con Dave Stewart, che aveva cominciato sperimentazioni elettroniche ed arrangiamenti di brani pop, ed assieme formarono il duo Dave Stewart & Barbara Gaskin nel 1981 in cui Dave suona le tastiere e Barbara canta. Nel settembre di quell'anno il loro primo singolo, It's My Party raggiunge il primo posto della Official Singles Chart e ottiene un grande successo in Germania. Anche altri singoli, come Busy Doing Nothing del 1983, e The Locomotion del 1986 entrano nella parte alta delle classifiche di vendita nel Regno Unito. I due musicisti hanno fondato una propria etichetta discografica, la Broken Records, continuano a lavorare insieme e sono arrivati a pubblicare nove singoli e dieci album; occasionalmente si sono esibiti in concerti dal vivo con Andy Reynolds alla chitarra.

## Discografia

### Con gli Spirogyra
- St. Radigunds - 1971
- Old Boot Wine - 1972
- Bells, Boots and Shambles - 1973

### Con altre band e musicisti
- Egg (The Civil Surface)
- Hatfield and the North (Hatfield & The North, The Rotters' Club, Afters)
- National Health (DS Al Coda, Missing Pieces)
- Peter Blegvad (The Naked Shakespeare)
- Phil Miller (Cutting Both Ways, Split Seconds)
- Pip Pyle (Seven Year Itch)
- Jakko (Silesia, Are My Ears On Wrong)
- Nigel Planer (Neil's Heavy Concept Album)
- Jane Weidlin (Tangled)
- Rick Biddulph (Second Nature)
- Mont Campbell (Music From A Round Tower, Music From A Walled Garden)

### Nel Duo Dave Stewart - Barbara Gaskin

#### Singoli
- It's My Party (Broken, 1981)
- Johnny Rocco (Broken, 1982)
- Siamese Cat Song (Broken, 1983)
- Busy Doing Nothing (Broken, 1983)
- Leipzig (Broken, 1983)
- I'm In a Different World (Broken, 1984)
- The Locomotion (Broken, 1986)
- Walking the Dog (Line (Germania) 1992)
- Hour Moon (EP) (Broken, 2009)

#### Album
- Up From The Dark (compilation), Rykodisc (USA) RCD 10011 (1986)
- Broken Records - The Singles, MIDI Records (Giappone) (1987)
- As Far As Dreams Can Go, MIDI Records (Giappone) (1988)
- The Big Idea, Rykodisc RCD 20172 / MIDI Records (1989)
- Spin, Rykodisc RCD 20213 / MIDI Records (1991)
- Selected Tracks (compilation), Musidisc (Francia) / Disky (Paesi Bassi) (1993)
- Green and Blue, Broken Records BRCDLP-05 (marzo 2009)
- The TLG Collection, Broken Records BRCDLP-06 (ottobre 2009)
- Broken Records - The Singles (Special Edition), Broken Records BRCDLP-01 (novembre 2010)
- As Far As Dreams Can Go (Special Edition), Broken Records BRCDLP-02 (novembre 2010)
- Star Clocks, Broken Records BRCDLP-07 (settembre 2018)